# حشيشة المبارك كبيرة الأزهار
حشيشة المبارك كبيرة الأزهار (الاسم العلمي:Geum macranthum) هي نوع هجين من النباتات تتبع جنس حشيشة المبارك من الفصيلة الوردية.